# Bairro de Santo Amaro
O Bairro de Santo Amaro é formado por dois conjuntos habitacionais, denominados de Bairro de Santo Amaro I e Bairro de Santo Amaro II, na cidade de Lagos, em Portugal.

## História
O Decreto Lei n.º 49033/69, de 28 de Maio, instituiu o Fundo de Fomento da Habitação, no sentido de impulsionar a construção de casas socias, como forma de resolver os problemas de habitação entre as pessoas das camadas mais desfavorecidas, e que não estavam cobertas pelas Caixas de Previdência ou instituições do mesmo tipo. O Fundo foi extinto pelo Decreto Lei nº 214/82, de 29 de Maio, embora o processo tenha durado até 1987, durante o qual o património passou a ser gerido por uma comissão liquidatária. Foi no decurso deste processo que foi construído o bairro, em 1986. Em 2009, o empreendimento foi alvo de obras por parte do Instituto da Habitação e da Reabilitação Urbana, para reparar problemas com infiltrações.

## Descrição
Ambos os bairros são constituídos por edifícios multifamiliares de quatro pisos, de construção económica subsidiana pelo estado, e organizados em quarteirões abertos. O Bairro de Santo Amaro I tem acesso pela Avenida do Cabo Bojador, enquanto que o segundo conjunto situa-se junto à Rua José Joaquim Ribeiro.